# ビースト (2022年の映画)
『ビースト』（原題：Beast）は、2022年のアクション・スリラー映画。監督はバルタザール・コルマウクル、出演はイドリス・エルバとシャールト・コプリーなど。“陸のジョーズ”と化した残忍なモンスターライオンと人間との闘いを描く。

## ストーリー
妻に先立たれた医師のネイト・サミュエルズは、2人の娘たちを連れて亡き妻との思い出の地である南アフリカへ長期旅行にやって来た。
彼らはネイトの旧友の生物学者マーティンの案内で広大なサバンナでドライブをして楽しんでいたが、途中で寄った村で住民たちの死体を発見する。深手を負って何かから逃げる生き残りの住民は、怯えながら彼らに「ディアボロ（悪魔）」と呟き息絶えた。
その正体は1頭のライオンであった。それは密猟者に仲間を殺され、全ての人間への憎悪に満ち、人間を食べずにただ引き裂いて殺すことだけを目的にした残忍なモンスターと化していた。
立ち往生した車の中で夜を越そうとしていた4人は密猟者のグループと遭遇、そこにライオンが襲いかかる。ネイトはその機に乗じて密猟者を追いかけ、車の鍵を奪い取る。その頃、3人の乗っている車はライオンの襲撃を受けていた。車は娘2人が車外に逃げ出した直後に横転し、崖から転落してしまう。マーティンは漏れ出たガソリンに火をつけ、自らを犠牲にライオンを撃退した。ネイトと娘たちは密猟者の車でその場を後にする。
廃校に退避した3人は、そこが密猟者のアジトになっていることを発見する。傷の応急処置をしていたが、山を超えてまで彼らを追いかけてきたライオンにまたも襲われる。ネイトは2人を安全な場所に残し、単身でライオンと対峙して殺されかけるが、縄張りを守ろうとする他のライオンと保護区の職員の介入により寸前で助かる。
杖をついたネイトは娘たちと保護区に再度訪れ、亡き妻が以前写真を撮ったのと同じ木の前で写真を撮影する。

## キャスト
※括弧内は日本語吹替。
- ネイト・サミュエルズ：イドリス・エルバ（斉藤次郎）
- メレディス・サミュエルズ：イヤナ・ハーレイ（渡辺明乃）
- ノラ・サミュエルズ：リア・ジェフリーズ（水瀬郁）
- マーティン・バトルズ：シャールト・コプリー（宮内敦士）

## 製作
2020年9月、イドリス・エルバがユニバーサル・ピクチャーズ製作でバルタザール・コルマウクルが監督を務める『ビースト』に主演として出演することが発表された。2021年6月にはシャールト・コプリー、イヤナ・ハーレイ、リア・ジェフリーズの出演が発表され、同月から南アフリカ共和国（リンポポ州、北ケープ州、ケープタウン）で10週間かけて撮影が行われた。

## 公開
2022年8月19日にユニバーサル・ピクチャーズ配給で公開された。

## 評価

### 興行収入
アメリカ合衆国・カナダでは『ドラゴンボール超 スーパーヒーロー』と同日公開され、オープニング週末の興行収入は3734劇場公開で1000万ドルを記録すると予測された。公開初日の興行収入は430万ドル（公開前日のプレミア上映92万5000ドル含む）を記録し、週末興行収入は1160万ドルを記録して『ドラゴンボール超 スーパーヒーロー』に次いで興行成績第2位にランクインした。観客の人種割合はアフリカ系34%、白人26%、ヒスパニック系23%、アジア系10%であり、年齢割合は観客の半数が35歳以上、1/3が45歳以上だった。公開第2週末の興行収入は490万ドルを記録し、興行成績第3位となった。

### 批評
Rotten Tomatoesでは186件の批評が寄せられ支持率68%、平均評価6/10となっており、批評家の一致した見解は「イドリス・エルバがライオンと闘う姿が見たいですか?見事に無駄なものが排除された『ビースト』は、まさにあなたが探し求めている映画です」となっている。Metacriticでは46件の批評に基づき54/100の評価となっている。CinemaScoreではB評価、ポストトラックでは好意的な評価が65%、鑑賞を勧めている割合が46%となっている。　
複数の批評家は撮影監督のフィリップ・ルースロの手腕を高く評価している。news.com.auに寄稿したウェンレイ・マーは「この映画はチェイス映画であり、サスペンスフルなチェイスを味わえるだろう。きっちりとした仕事振りだ」と批評している。また、批評家のドワイト・ブラウンは「この映画の成功はスマートな演出、シームレスに近いヴィジュアル/音響効果、しっかりとした編集、そして最高の才能を持つイドリス・エルバによってもたらされた」と批評している。
RogerEbert.comのオーディ・ヘンダーソンは『プレデター:ザ・プレイ』との比較で「両作ともハンターが動物の王国を侵害し、その報いを受けるというメッセージが共通している。また、クライマックスの対決は、主人公が自分がいる地形と敵を熟知していることを活用するという点に集約されるが、『ビースト』では『プレデター:ザ・プレイ』よりも強く不信の停止を求められるだろう」と批評している。リチャード・ローパーは「所々ワクワクするシーンはあるが、非常にバカバカしくて滑稽な映画だ」と批評している。